# Берегова охорона Греції
Грецька берегова охорона (грец. Λιμενικό Σώμα-Ελληνική Ακτοφυλακή) — національна воєнізована берегова охорона Греції. У воєнний час може підтримувати Військово-морські сили Греції, однак у мирний час перебуває під особливим цивільним контролем. Заснована 1919 року.

## Військові звання
| Офіцерський склад   | Офіцерський склад         | Офіцерський склад         | Офіцерський склад               | Офіцерський склад         | Офіцерський склад              | Офіцерський склад           | Офіцерський склад              | Офіцерський склад                 | Офіцерський склад     | Офіцерський склад |
| OF-9                | OF-8                      | OF-7                      | OF-6                            | OF-5                      | OF-4                           | OF-3                        | OF-2                           | OF-1                              | OF-1                  |                   |
| ------------------- | ------------------------- | ------------------------- | ------------------------------- | ------------------------- | ------------------------------ | --------------------------- | ------------------------------ | --------------------------------- | --------------------- | ----------------- |
| (немає еквівалента) | Αντιναύαρχος Віце-адмірал | Υποναύαρχος Контр-адмірал | Αρχιπλοίαρχος Бригадний генерал | Πλοίαρχος Капітан I рангу | Αντιπλοίαρχος Капітан II рангу | Πλωτάρχης Капітан III рануг | Υποπλοίαρχος Капітан-лейтенант | Ανθυποπλοίαρχος Старший лейтенант | Σημαιοφόρος Лейтенант |                   |
| (немає еквівалента) |                           |                           |                                 |                           |                                |                             |                                |                                   |                       |                   |

| Сержантський склад               | Сержантський склад              | Сержантський склад          | Сержантський склад | Сержантський склад  | Сержантський склад   | Сержантський склад  | Сержантський склад  | Сержантський склад  |
| OR-9                             | OR-8                            | OR-7                        | OR-6               | OR-5                | OR-4                 | OR-3                | OR-2                | OR-1                |
| -------------------------------- | ------------------------------- | --------------------------- | ------------------ | ------------------- | -------------------- | ------------------- | ------------------- | ------------------- |
| Ανθυπασπιστής Молодший лейтенант | Αρχικελευστής Головний старшина | Επικελευστής Старший боцман | Κελευστής Боцман   | (немає еквівалента) | Λιμενοφύλακας Матрос | (немає еквівалента) | (немає еквівалента) | (немає еквівалента) |
|                                  |                                 |                             |                    | (немає еквівалента) |                      | (немає еквівалента) | (немає еквівалента) | (немає еквівалента) |